# Хантингтон-Хукер, Хелен
Хелен Хантингтон Хукер (1 января 1905, Гринуич — 2 апреля 1993, Гринуич) — американский скульптор и художник-портретист, «мастер-исследователь» школы Филонова.

## Биография
Хелен Хантингтон Хукер родилась 1 января 1905 года в Гринвиче в семье бизнесмена и инженера-химика Илона Хантингтона Хукера и его супруги Бланш Ферри.
Посещала школу мисс Чапин в Нью-Йорке до 1923 года. После окончания школы училась у художников  Уильмаха Зораха, Эдмона Аматейса и Павла Филонова.
Затем она отправилась путешествовать, побывав во многих странах, включая Грецию, Францию и СССР, получив новые навыки в искусстве и ремёслах. В 1930 году состоялась её первая выставка в художественной гильдии Дариена. 
Спустя три года, в 1933 году она познакомилась с ирландским писателем Эрни О’Мэлли. Хотя поначалу её родители были против их брака, поскольку они считали, что Эрни не подходит их дочери по статусу. Они поженились 25 сентября 1935 года в Лондоне. У них родилось трое детей: Катал, Этаин и Кормак. 
Свою первую работу «Островная женщина» Хукер представила в 1943 году на Ирландской выставке живого искусства. 
С 1944 года по 1948 годы она представила ещё своих семь работ на выставке «Живое искусство».
В конце 1946 года Хелен подала на развод со своим супругом. Спустя шесть лет, в 1952 году супруги окончательно развелись, и Хукер забрала себе двух старших сыновей, а младший остался с О’Мэлли в Колорадо-Спрингс.
В последующие годы она продолжила создавать скульптуры, которые были представлены на многих следующих выставках.
Хукер умерла 2 апреля 1993 года в родном городе Гринвиче на 89-м году жизни. 
В сентябре 1993 года Университет Лимерика открыл фонд скульптур Хелен Хукер О’Мэлли, который включает в себя 41 работу.